# Isodictya cavicornuta
Isodictya cavicornuta är en svampdjursart som beskrevs av Arthur Dendy 1924. Isodictya cavicornuta ingår i släktet Isodictya och familjen Isodictyidae.
Artens utbredningsområde är havet kring Nya Zeeland. Inga underarter finns listade i Catalogue of Life.